# Floroaica, Călărași
Floroaica (în trecut, Ciocănești-Mihai Vodă) este un sat în comuna Vâlcelele din județul Călărași, Muntenia, România.